# Бучацька центральна районна клінічна лікарня
Бучацька центральна районна клінічна лікарня — лікувальний заклад у м. Бучачі Тернопільської області України. Створена в 1952 році.

## З історії лікування в Бучачі
У 1895 році (за часів Австро-Угорщини) на східній околиці міста збудували приміщення військового пансіонату (в джерелах також є назва повітовий шпиталь). Одним з головних ініаторів будівництва був д-р Едвард Кшижановський (тепер головний корпус БЦРКЛ). Під час першої світової війни тут лікували вояків, під час Другої світової — зокрема, гітлерівців.[джерело?]
До Першої світової війни діяла також невелика єврейська лікарня поблизу церкви святого Миколая.[джерело?]
Від 1926 до 1944 лікарем у Бучачі і Монастириськах працював Олекса Банах.

## Структура лікарні
- Основні корпуси знаходяться на вул. Генерала Шухевича, № 48 (головний корпус — у приміщенні колишнього повітового шпиталю (пансіонату)).
- Терапевтичний корпус знаходиться на вул. Галицькій, № 104 в будівлі колишньої «каси хворих»; будівлю після війни відновили у 1949 році.[2]
- На вул. Шкільній, № 1 розташоване приміщення дитячої консультації.
- Бучацька районна поліклініка — вул. Галицька, № 40 (спочатку Дитяча захоронка сс. Служебниць УГКЦ, яких совіти виселили з приміщення в 1946 році[3]).

13 жовтня 2015 року в лікарні відкрили відділення гемодіалізу.

## Відомі працівники

### Лікарі
- фтизіатр П. Гурський (з 1956)[5]
- Володимир Бігуняк — український вчений-комбустіолог, працював у 1966—1970 рр.
- Василь Князевич — лікар-інтерн, головний лікар Бучацького району (1987—1992)[6], міністр охорони здоров'я України (2007—2010).
- Ярослав Крижанівський — український лікар-хірург, педагог.[7]

### Медсестри
- Стефанія Гребеньовська — лауреат премії імені Іванни Блажкевич[8]
- Ореста Синенька — громадська діячка, автор книг, Почесна членкиня «Союзу Українок».[9]
- Любов Клімик — зайняла друге місце в конкурсі на найкращу медичну сестру Тернопільської області «Ескулап-професіонал — 2017»[10].

### Санітари
- Юрій Футуйма — хірург, співак. Кандидат медичних наук (2007).